# Камменос, Панос
Панос Камменос (греч. Πάνος Καμμένος, полное имя Панайотис Илия Камменос, греч. Παναγιώτης Ηλία Καμμένος; 12 мая 1965,Афины, Греция) — греческий политик, основатель правой политической партии «Независимые греки».

## Биография
Родился в 1965 году в Афинах. Изучал экономику и психологию в Университете Лиона.
В 1993 году впервые избран членом парламента Греции от партии «Новой Демократии» по второму избирательному округу Афин. С тех пор каждый раз переизбирался.
В 2007 году был назначен заместителем министра торгового флота и островной политики Георгиоса Вулгаракиса в правительстве Костаса Караманлиса. Несколько раз участвовал в качестве эксперта-посредника и официального наблюдателя на выборах в других европейских странах.
24 февраля 2012 года на своём личном сайте и через социальные сети объявил о создании новой партии под названием «Независимые греки» и опубликовал декларацию партии. Яннис Манолис прямо заявил о своём намерении вступить в новый формат партии. Позже в поддержку партии высказались Елена Кунтурас и Панайотис Мелас. Партия впервые приняла участие в досрочных парламентских выборах 6 мая 2012 года и сразу преодолела 3-процентный барьер.
C 27 января 2015 года по 15 января 2019 года был министром национальной обороны в правительстве Ципраса.